# Lijst van spelers van CA River Plate Montevideo
Deze lijst omvat voetballers die bij de Uruguayaanse voetbalclub CA River Plate Montevideo spelen of gespeeld hebben. De namen van de spelers zijn alfabetisch gerangschikt.

## A
- Nelson Abeijón
- Edgardo Adinolfi
- Carlos Aguiar
- Carlos Aguilera
- Iván Alonso
- Guillermo Álvarez
- Fernando Álvez
- Andrezinho

## B
- Deivis Barone
- Bruno Barreto
- Javier Benia
- Jesús Benítez
- Sergio Bica
- Gustavo Biscayzacú

## C
- Andrés Cabrera
- Rodrigo Cabrera
- Gabriel Candia
- Osvaldo Canobbio
- Walter Cardozo
- Santiago Carrera
- Óscar Castro
- Chiquinho
- Flavio Córdoba
- Jorge Córdoba
- Fernando Correa
- Milton Cortes
- Juan Curbelo

## D
- Mauricio Damiano
- Carlos Diogo
- Luciano Dos Santos

## E
- Everaldo
- Leandro Ezquerra

## F
- Joaquín Fernández
- Juan Ferreri
- Juan Ferrés
- Darío Flores
- Robert Flores
- José María Franco
- Mauren Franco

## G
- Gabriel Marques
- Pablo Gaglianone
- Álvaro García
- Santiago García
- Henry Giménez
- Andreé González
- Christian González
- Giovanni González
- Juan González
- Pablo Granoche
- Patricio Guillén
- Carlos Gutiérrez
- Gonzalo Gutiérrez
- Julio Gutiérrez

## H
- Ernesto Hernández
- Claudio Herrera
- Germán Hornos

## I
- Walter Ibáñez
- Martin Icart
- Claudio Innella

## K
- William Klingender

## L
- Fernando Laforia
- Gastón Lara
- Víctor Laserre
- Felipe Laurino
- Gonzalo Lemes
- Ignacio de León
- Gabriel Leyes
- Luis Diego López
- Marcelo López
- Rodrigo López
- Walter López
- Brian Lugo

## M
- Salvador Maidana
- Giancarlo Maldonado
- Luis Marín
- Andrés Márquez
- Alexander Medina
- Álvaro Mello
- Pablo Meloño
- Eduardo Mendoza
- Alvaro Meneses
- Sergio Migliaccio
- Bruno Montelongo
- Fernando Morena

## N
- Nicolás Nicolay
- Fabricio Núñez

## O
- Martin Odriozola
- Pablo Olivera
- Juan Ortíz
- Raúl Otero

## P
- Carlos Palacio
- Pablo Pallante
- Ignacio Pallas
- Paolo Patritti
- Paulo Vinícius
- Hamilton Pereira
- Janderson Pereira
- Nicolás Pereira
- Federico Pérez
- Omar Pérez
- José Pérez Bach
- Danilo Pires
- Gonzalo Porras
- Richard Porta
- Gustavo Poyet
- Mauricio Prieto
- Federico Puppo
- Ettore Puricelli
- Jonathan Ramírez
- Marcelo Real
- Nathaniel Revetria
- Martín Rivas
- Mario Rizotto
- Cristian Rodríguez
- Jorge Rodríguez
- Luciano Rodríguez
- Ronaldo Conceiçao
- Jair Rosa
- Mauricio Rosa
- Pablo Russo

## S
- Raúl Salazar
- Carlos Sánchez
- Daniel Sánchez
- Jonathan Sandoval
- Michael Santos
- Adrian Sarkisian
- Baltasar Silva
- Diego Silva
- Juan Silva
- Leandro Silva
- Tabaré Silva
- Tanque Silva
- Yary Silvera
- Diego Sosa
- Heberley Sosa
- Sergio Souza
- Lucas Staudt
- Danilo Suárez

## T
- Timshel Tabárez
- Sebastián Taborda
- Cristian Techera
- Matias Telechea
- Pablo Tiscornia
- Luis Torrecilla

## U
- Jonathan Urreta

## V
- Jhon Varela
- Federico Vega
- Peter Vera
- Alexis Viera
- Diego Vitabar

## Z
- Jorge Zambrana
- Oscar Zubia
- Walter Zunino